# Humanismo existencial
El Humanismo existencial es un concepto que se puede entender en varias maneras diferentes, las cuales tienden a interpretar al sujeto humano como uno que lucha por el auto-entendimiento y la auto-responsabilidad.

## Conceptos
Søren Kierkegaard sugirió que el mejor uso de nuestra capacidad de tomar decisiones, sería libremente elegir vivir una vida plenamente humana, enraizada en una búsqueda personal de valores, en lugar de un código externo.
Jean-Paul Sartre dijo que el existencialismo es un humanismo, porque expresa el poder de los seres humanos a tomar decisiones libremente elegidas-, independiente de la influencia de la religión o la sociedad. A diferencia de los humanismos tradicionales, sin embargo, Sartre rechazó toda confianza en una naturaleza esencial del hombre - en obtener valores a partir de los hechos de la naturaleza humana - sino, que veía el valor humano como auto-creado a través de la realización de proyectos en el mundo: experimentos en vivo.
Albert Camus, en su libro La Peste, sugiere que algunos de nosotros podemos elegir ser heroicos, aun sabiendo que no nos traerá ni premios, ni salvación;[cita requerida] y Simone de Beauvoir, en su libro La ética de la Ambigüedad, argumenta que abrazar nuestra propia libertad personal nos obliga a luchar por la libertad de toda la humanidad.

## Críticas
Martin Heidegger atacó el concepto de Sartre del humanismo existencial en su "Carta sobre el Humanismo" de 1946, acusando a Sartre de haber elevado la razón por encima del ser.
Michel Foucault siguió a Heidegger al atacar el humanismo de Sartre como una especie de teología del hombre, aunque su propio énfasis en la autocreación del ser humano, se ha visto como muy cercano al humanismo existencial de Sartre.